# Mária Škopová
Mária Škopová, rozená Urdová (16. července 1913 – ???), byla slovenská a československá politička Komunistické strany Československa a poúnorová poslankyně Národního shromáždění ČSR.

## Biografie
Ve volbách roku 1954 byla zvolena do Národního shromáždění ve volebním obvodu Sabinov. Zvolena byla jako bezpartijní poslankyně, později v průběhu výkonu mandátu uváděna jako členka KSS. V parlamentu setrvala až do konce funkčního období, tedy do voleb roku 1960.
Její manžel Ján Škop mladší byl od roku 1952 předsedou Místního národního výboru v obci Krivany a zároveň předsedou místní organizace KSS. V roce 1953 krátce vedl místní JZD v těžké době, kdy se podstatná část jeho členů rozhodla pro odchod a vrátila se k hospodaření na rodinných usedlostech. Ve funkci předsedy JZD pak působil ještě několikrát během 50. a 60. let. Mária Škopová byla roku 1960 zvolena za poslankyni Okresního národního výboru v Prešově (předtím k roku 1954 uváděna jako členka ONV v Sabinově), přičemž mandát obhájila i v roce 1964. K roku 1962 zastávala v Krivanech navíc funkci předsedkyně Svazu československo-sovětského přátelství, předsedkyně Svazu slovenských žen a byla členkou stranického výboru v obci. K roku 1967 i 1969 je v obecní kronice evidována jako školnice v místní škole.